# Tréméven (Finistère)
Tréméven (bretonisch Tremeven-Kemperle) ist eine französische Gemeinde mit 2378 Einwohnern (Stand 1. Januar 2022) im Département Finistère.

## Lage
Der Ort befindet sich im Süden der Bretagne in der Nähe der Atlantikküste. Quimperlé liegt vier Kilometer östlich, Lorient 20 Kilometer südöstlich, Quimper 44 Kilometer nordwestlich und Paris etwa 450 Kilometer nordöstlich (Angaben in Luftlinie).

## Verkehr
Bei Quimperlé befindet sich die nächste Abfahrt an der Schnellstraße E 60 (Brest-Nantes) und ein Regionalbahnhof an der überwiegend parallel verlaufenden Bahnlinie. Der nächste Regionalflughafen ist der Aéroport de Lorient Bretagne Sud bei Lorient.

## Bevölkerungsentwicklung
| Jahr                       | 1962 | 1968 | 1975 | 1982 | 1990 | 1999 | 2007 | 2017 |
| Einwohner                  | 1402 | 1445 | 1652 | 1975 | 2076 | 2017 | 2282 | 2324 |
| Quellen: Cassini und INSEE |      |      |      |      |      |      |      |      |

## Sehenswürdigkeiten

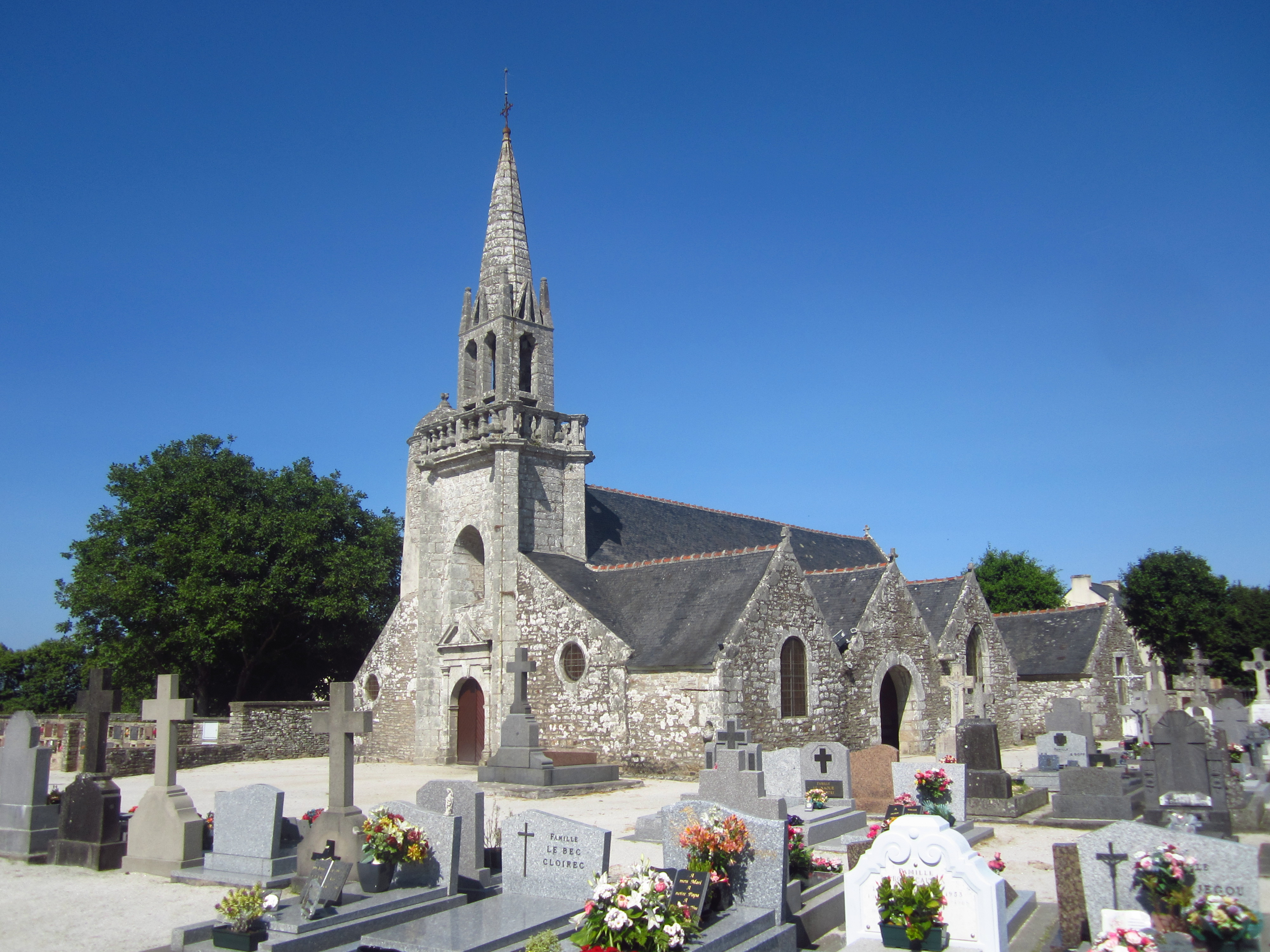
Kirche Saint-Méen

- Kirche Saint-Méen, Monument historique

Siehe auch: Liste der Monuments historiques in Tréméven (Finistère)